# Complesso forestale di Dong Phayayen-Khao Yai
Il complesso forestale di Dong Phayayen-Khao Yai è un sito patrimonio dell'umanità dell'UNESCO in Thailandia. Copre le aree di cinque aree protette nelle montagne Dong Phaya Yen e nella catena del Sankamphaeng, vale a dire i parchi nazionali di Khao Yai, Thap Lan, Pang Sida e Ta Phraya e il Santuario della fauna selvatica di Dong Yai. Il sito è stato iscritto nel 2005.

## Storia
Dopo l'inserimento nella lista dei patrimoni dell'umanità, il continuo disboscamento illegale di palissandro siamese e l'espansione stradale in corso, che rischiano l'invasione all'interno della riserva, hanno visto il Comitato del Patrimonio Mondiale avvertire per un potenziale declassamento del complesso alla "Lista del patrimonio mondiale in pericolo". Nella sua 41ª sessione, nel luglio 2017, il Comitato ha elogiato la Thailandia per i suoi sforzi volti a far cessare il diboscamento illegale e il commercio di palissandro siamese, ma ha notato che erano ancora allo studio diversi progetti infrastrutturali che avrebbero potuto avere un impatto negativo sul sito. Anche se al momento rimane nella lista del patrimonio dell'umanità, il Comitato intende riesaminare gli sforzi di conservazione dello stato nella sua 44ª sessione nel 2020.
Nel marzo 2017, all'interno della riserva è stata confermata la seconda popolazione riproduttiva conosciuta al mondo di tigri indocinesi.